# Ischnolea strandi
Ischnolea strandi är en skalbaggsart som beskrevs av Stefan von Breuning 1942. Ischnolea strandi ingår i släktet Ischnolea och familjen långhorningar. Inga underarter finns listade i Catalogue of Life.